# Słobódka (rejon tarnopolski)
Słobódka – wieś na Ukrainie w rejonie tarnopolskim należącym do obwodu tarnopolskiego. 
W II Rzeczypospolitej miejscowość w powiecie brzeżańskim województwa tarnopolskiego.
W marcu 1944 nacjonaliści ukraińscy z OUN-UPA zamordowali 9 Polaków i 1 Ukraińca.